# Raudsand
Raudsand este o localitate din comuna Nesset, provincia Møre og Romsdal, Norvegia, cu o suprafață de 0,45 km² și o populație de 277 locuitori (2013).